# Ároktő
Ároktő is een plaats (község) en gemeente in het Hongaarse comitaat Borsod-Abaúj-Zemplén. Ároktő telt 1017 inwoners (2024).

## Locatie
Ároktő ligt aan de rivier de Tisza, ongeveer 45 kilometer ten zuiden van Miskolc. Het gehele bewoonde gebied en de meeste grenzen liggen aan de rechteroever van de rivier, maar een groot gebied van 7 vierkante kilometer (grotendeels beschermd natuurgebied) ligt aan de linkeroever.
De dichtstbijzijnde nederzettingen zijn Tiszacsege (8 km) en Tiszadorogma (9 km); de dichtstbijzijnde stad is Mezőcsát (10 km). De direct aangrenzende nederzettingen zijn: Tiszakeszi (noordoost), Újszentmargita (oost), Tiszacsege (zuidoost), Tiszadorogma (zuidwest), Mezőnagymihály (west) en Mezőcsát (noordwest).

### Bereikbaarheid
Met uitzondering van de Tisza-waterroutes is het alleen over de weg te bereiken: vanuit Mezőkövesd - Borsodivánka via weg 3302, vanuit Mezőcsá en Tiszacsege (in het laatste geval via de veerboot over de Tisza) via weg 3307.
Ároktő is ook bereikbaar met het openbaar vervoer vanuit Mezőkövesd en Mezőcsát, met Volánbusz-buslijn 4010.

## Geschiedenis
Het gebied was al in de prehistorie bewoond. Het Sarmatische vestingwerksysteem, de Csörsz-trog, liep waarschijnlijk langs dit gebied. 
De eerste schriftelijke vermelding van de nederzetting dateert uit 1067 (Aruk). In de middeleeuwen maakte het deel uit van de landgoederen Cserepvár en Tokaj. Tijdens de Turkse overheersing leed het dorp zware klappen, waaronder sprinkhanenplagen. De daaropvolgende eeuwen brachten ook veel ontberingen met zich mee: tijdens de Kuruc-periode werd het geplunderd door de Racs, tijdens de Onafhankelijkheidsoorlog van 1848-1849 door de Russen en in 1869 brandde een groot deel van het dorp af. Het dorp brandde opnieuw af in 1896.
De bevolking van het dorp is voor het grootste deel werkzaam in de landbouw.

## Het openbare leven

### Burgemeesters
- 1990–1994: Dr. Ernő Ihászy (onafhankelijk)
- 1994–1998: Dr. Ernő Ihászy (onafhankelijk)
- 1998-2002: István Pál Varga (onafhankelijk)
- 2002-2006: István Pál Varga (onafhankelijk)
- 2006–2010: Ildikó Anna Vargáné wielfabrikant ( MSZP )
- 2010–2014: Ildikó Anna Vargáné wielfabrikant (onafhankelijk)
- 2014–2019: Ildikó Anna Vargáné wielfabrikant (onafhankelijk)
- 2019–2024: Judit Szabóné Csizmadia (onafhankelijk)
- 2024–: Judit Szabóné Csizmadia (onafhankelijk)

## Bevolking
Bevolkingsontwikkeling van de nederzetting:
| Aantal inwoners | 1122 | 1121 | 1116 | 1039 | 1048 | 1056 | 1017 |
| Jaar            | 2013 | 2014 | 2015 | 2021 | 2022 | 2023 | 2024 |

In 2001 was 89% van de bevolking van de nederzetting Hongaars en 11% Roma. 
In de volkstelling van 2011 identificeerde 86,9% van de bevolking zich als Hongaar, 26,4% als Roma, 0,4% als Duits en 0,2% als Slowaak (12,3% reageerde niet; de totalen kunnen oplopen tot meer dan 100% vanwege meerdere identiteiten). De religieuze verdeling was als volgt: Rooms-katholiek 50,3%, gereformeerd 20,7%, Grieks-katholiek 1,4% en geen denominatie 5,1% (21,9% reageerde niet). 
In 2022 identificeerde 86,9% van de bevolking zichzelf als Hongaars, 18,6% als Roma, 0,2% als Roemeens, 0,1% als Duits, 0,1% als Armeens, 0,2% als een andere niet-binnenlandse nationaliteit (13% gaf dit niet aan; vanwege dubbele identiteiten kan het totaal groter zijn dan 100%). Hun religie was 36,1% rooms-katholiek, 15,9% als calvinist, 0,5% Grieks-katholiek, 0,7% als een andere christen, 0,1% als luthers, 5,3% als niet-confessioneel (40,9% antwoordde niet). 

## Bezienswaardigheden
- Rooms-Katholieke Kerk
- Het Landhuis, geopend in 1994
- Tisza-achterwater, visplek